# Antonio Porta
Antonio Porta, pseudonimo di Leo Paolazzi (Vicenza, 9 novembre 1935 – Roma, 12 aprile 1989), è stato uno scrittore, poeta e critico letterario italiano.

## Biografia
Dall'ottobre 1936 ha vissuto a Milano, dove ha compiuto studi regolari. Giocatore di tennis, ha vinto la Coppa Lambertenghi nel 1950. Nel novembre 1960 si è laureato in lettere moderne all'Università Cattolica, con una tesi intitolata La poesia di D'Annunzio verso il 900. Rapporti con alcuni poeti, relatore Mario Apollonio (110/110).
Dal 1956 al 1967 ha lavorato per la casa editrice Rusconi e Paolazzi s.p.a., Milano, nel settore periodici (Gioia, Gente, Rakam) e nel settore libri (per le edizioni de Il Verri) con compiti di coordinamento anche per quel che riguarda la produzione industriale. Sempre per lo stesso gruppo editoriale si è occupato in prima persona della gestione del quotidiano sportivo romano Corriere dello Sport - Stadio per circa tre anni. Nel 1968 è  stato assunto dalla casa editrice Bompiani, Milano, in qualità  di direttore amministrativo e assistente di Valentino Bompiani. Nel 1972 è  nominato direttore generale delle case editrici Bompiani, Sonzogno, Etas libri, per assumere poi la direzione editoriale della sola Bompiani. Nel 1977 è passato alla casa editrice Feltrinelli in qualità  di dirigente, a fianco del consigliere delegato e direttore generale.
Ha lasciato la carica di dirigente nel 1981 per dedicarsi soprattutto al lavoro di scrittore, pur continuando a svolgere lavoro di tipo culturale presso la Cooperativa Intrapresa e la Cooperativa Alfabeta, nel cui ambito ha partecipato all'ideazione e organizzazione dei convegni: "Il senso della letteratura", Palermo, novembre 1984, "Stabat Nuda Aestas. D'Annunzio e la poesia oggi", Viareggio,  ottobre 1985, "Ricercatori & Co.", Viareggio, febbraio 1987 e le manifestazioni di "Milanopoesia" 1984, 1985, 1986  e 1988.
Dal 1982 al 1983 ha insegnato alla Facoltà di Lettere moderne nell'Università di Chieti; nel 1983 è stato professore all'Università di Yale, New Haven, Connecticut (USA); nel 1984 ha insegnato Storia della lingua italiana all'Università di Pavia; nel 1985 ha tenuto corsi di aggiornamento per insegnanti di italiano all'estero alla Facoltà di Lettere e filosofia dell'Università degli Studi di Roma "La Sapienza" e, nel 1988, ha insegnato Estetica nella Facoltà di Lettere e filosofia all'Università di Bologna.
Ha tenuto corsi di scrittura poetica: alla Libreria Rinascita, Milano, aprile-maggio 1987, e presso "La Casa Zoiosa", Milano, ottobre-dicembre 1988.
Antonio Porta è stato tra i fondatori e collaboratori delle riviste Tabula, rivista trimestrale di letteratura, primo numero 1979, ultima data di uscita 1981, Cavallo di Troia, trimestrale della Cooperativa scrittori e Lettori, primo numero inverno 1981.
Era il direttore responsabile e attivo redattore della rivista Alfabeta,  mensile di cultura edito a Milano in cooperativa, fondato nel 1979 e La Gola, rivista del cibo e delle tecniche di vita materiale, fondato nel 1982, co-direttore insieme ad Alberto Capatti.
È stato critico letterario de Il Giorno dal 1972 al 1978 e dal 1979 in poi al Corriere della Sera; ha collaborato con Tuttolibri, Panorama, e L'Europeo,  "L'Unità" e un breve periodo al Il Sole 24 Ore; dal 1988 con scritti civili e di opinione ha collaborato regolarmente con Sette (supplemento del sabato del Corriere della Sera).
Con scritti teorici sulla pubblicità ha collaborato a Target, Comunicare e Strategia, poi raccolti in volume e pubblicati da Lupetti Editore nel 2003.
Ha lavorato per la RAI nel gennaio-marzo 1987 e nell'ottobre-dicembre dello stesso anno come autore e conduttore del settimanale "Settantaminuti" in onda il sabato mattina su Radiodue. Nel 1988 ha curato la presentazione del settimanale Prima di cena, tra speranza e nostalgia, in onda su Radiodue.
È stato membro del consiglio di amministrazione della Fonit Cetra S.p.A. dal 23 luglio 1985. È stato poi confermato consigliere per la Nuova Fonit Cetra S.p.A. il 27 luglio 1987.
Muore di infarto a Roma il 12 aprile 1989.
L'8 dicembre 1989 il Comune di Milano gli ha conferito l'Ambrogino d'oro alla memoria con la seguente motivazione:

### Carriera letteraria
Nel 1958 è entrato a far parte della redazione della rivista letteraria Il Verri sotto la direzione di Luciano Anceschi. Nell'ambito di quest'esperienza nasce l'ormai storica antologia di poesia "I Novissimi", curata da Alfredo Giuliani, cui Porta ha contribuito con le note e le proprie poesie insieme con Elio Pagliarani, Edoardo Sanguineti, lo stesso Alfredo Giuliani e Nanni Balestrini. La data di pubblicazione è il marzo 1961. Come allargamento dell'esperienza de "I Novissimi", fu fondato poco dopo il Gruppo '63 che raduna intorno a sé tutte le forze della Neoavanguardia o nuova avanguardia italiana. Ai lavori del  "Gruppo '63" Porta partecipa durante i congressi di Palermo, di Reggio Emilia, di La Spezia e di Fano.
Dal 1963 al 1967 prende parte attiva alla redazione della rivista di punta della nuova avanguardia Malebolge a Reggio Emilia. In quegli stessi anni Porta si dedica alla poesia visiva, partecipando ad alcune mostre a Padova, Milano, Roma, Londra. La sua opera più  strettamente legata a questa esperienza è Zero, pubblicata in edizione numerata nel 1963. È stato fondatore e collaboratore della rivista Quindici, giornale di cultura del Gruppo '63. Primo numero ottobre 1966, pubblicato fino a tutto il 1969.
Nel 1968 è andato in scena a Roma nel Teatro del Porcospino Non sono poi tanto bestie. Ha tradotto La Marge (Il Margine) di André Pieyre de Mandiargues, Giangiacomo Feltrinelli Editore, Milano, 1968; Journal Particulier (Settore Privato) di Paul Léautaud (la prima parte), con lo pseudonimo Emilio Liviano, Giangiacomo Feltrinelli Editore, Milano, 1968; in collaborazione con Marcelo Ravoni ha tradotto i Poeti Ispanoamericani contemporanei, dalle prime avanguardie ai poeti d'oggi (Universale Economica Feltrinelli, Milano 1970), Premio Argentario; Le Voleur (Il ladro di talento) di Pierre Reverdy, Giulio Einaudi Editore, Torino, 1972.
Nel 1977 ha raccolto il proprio lavoro poetico edito (La palpebra rovesciata, I Rapporti, Cara, Metropolis (finalista Premio Viareggio), Week-end) e inedito dal 1958 al 1975, nel volume Quanto ho da dirvi (Feltrinelli, Milano). Ha inoltre pubblicato due romanzi, Partita (Feltrinelli, Milano 1967 e poi Garzanti, Milano 1978) e l'apocalittico Il re del magazzino (Mondadori, Milano 1978, poi San Marco dei Giustiniani, Genova 2003 e Lampi di Stampa, Milano 2008), e un testo teatrale La presa di potere di Ivan lo sciocco (Einaudi, Torino 1974) messo in scena dal Teatro Artigiano di Cantù il 12 febbraio 1974 a Milano, Teatro Uomo, con la regia di Sergio e Marzio Porro. Testo ripreso da altre compagnie in varie parti d'Italia. Ha curato con Giovanni Raboni, l'antologia Pin Pidin, poeti d'oggi per i bambini, (Feltrinelli, Milano, 1978) e Poesia degli anni settanta Antologia di poesia italiana dal 1968 al 1979, con introduzione e note critiche (Feltrinelli, Milano 1979, quattro edizioni). Nel 1980 ha pubblicato Passi passaggi (Mondadori, Milano), poesie 1976-1979. Nel 1981 una serie di racconti Se fosse tutto un tradimento (Guanda, Milano). Nel 1982 ha raccolto le poesie della serie "brevi lettere", 1976-1981, con il titolo L'aria della fine (Lunarionuovo, Catania, Premio Gandovere – Franciacorte, poi San Marco dei Giustiniani, Genova 2004 con allegato CD audio Bande sonore). Sempre nel 1982 ha pubblicato Emilio, poemetto per fanciulli, (Emme, Milano, poi con nuovo testo inedito scritto a partire dalle illustrazioni di Altan della prima edizione, Nuages, 2002). Lo stesso anno è tornato al teatro con la messa in scena a Milano di Fuochi incrociati (a cura e con Paolo Bessegato e Caterina Mattea). Per la RAI, terza rete, con la regia di Gianni Jannelli ha contribuito alla realizzazione del film per la TV, La poesia che dice no, unico attore Paolo Bessegato. Nel 1984 è uscito Invasioni (Mondadori, Milano), poesie 1980-1983, che ha avuto il premio Viareggio e il premio Città di Latina. Nel 1985 esce Nel fare poesia (Sansoni, Firenze), una antologia personale dal 1958 al 1985, con una sezione di inediti (Essenze), accompagnata da scritti di metodo sul proprio lavoro. Nel gennaio del 1985 debutta al Teatro Ridotto di Venezia "Penultimi sogni di secolo", un suo testo di drammaturgia poetica curato insieme con Carmelo Pistillo, attore protagonista Luigi Pistillo. Si occupa ancora di teatro (nel 1985 Michele Perriera ha messo in scena a Palermo l'atto unico Pigmei, piccoli giganti d'Africa) e nell'ottobre dello stesso anno è andato in scena a Milano, con la Compagnia Stabile del Teatro Filodrammatici La stangata persiana, da Persa di Plauto, con la regia di Alberto e Gianni Buscaglia. Ha completato la stesura di una nuova opera: La festa del cavallo, poema per teatro, uscita nelle Edizioni Corpo 10, Milano.
Nell'autunno 1987 è uscita da Mondadori la traduzione di Edgar Lee Masters Spoon River Anthology e presso Crocetti Editore Melusina, una ballata e diario. Nel marzo 1988, sempre da Mondadori, è uscito Il giardiniere contro il becchino (poesia), che ha ottenuto il Premio Carducci, Premio Acireale, Premio Stefanile, Premio Arcangeli.
Nel 1990 è andato in scena La festa del cavallo al Teatro Verdi di Milano, con la regia di Alberto e Gianni Buscaglia.
Nel luglio 1994 nell'ambito degli “Incontri con il Teatro Classico”, curata dall'Associazione teatrale Campania grandi classici, a Salerno è andata in scena l'elaborazione drammaturgica dal poemetto Salomè, poi dal 15 al 27 febbraio 2000 al Teatro dell'Arsenale, Milano.
Dal 1990 sono stati pubblicati Partorire in Chiesa, racconto, Libri Scheiwiller, Milano, 1990; Il Progetto Infinito a cura di Giovanni Raboni, Quaderni Pier Paolo Pasolini, Roma, 1991 che raccoglie una scelta di testi critici sulla letteratura; Los(t) angeles, romanzo inedito, Vallecchi Editore, Firenze, 1996; Poesie 1956-1988, antologia a cura di Niva Lorenzini, Oscar Mondadori, 1998; Poemetto con la madre e altri versi, copertina di Emilio Tadini, Book Editore, 2000; Yellow, poesie inedite a cura di Niva Lorenzini e con note di Fabrizio Lombardo, Mondadori, Milano, 2002. La traduzione di Amelia Rosselli, Sonno-Sleep  (1953-1966) con in appendice la corrispondenza tra i due poeti, San Marco dei Giustiniani, Genova, 2003. Tutti gli scritti sulla pubblicità sono stati raccolti nel volume Lo specchio della seduzione, Lupetti, Milano, 2003.
Nel marzo 2009 le raccolte di poesia edite in vita sono state pubblicate in un unico volume col titolo Tutte le poesie, Garzanti Libri, Milano.
A settembre 2010 Manni Editori, Lecce ha raccolto tutti i racconti nel volume La scomparsa del corpo. 
Poesie di Antonio Porta sono presenti in tutte le principali antologie della poesia italiana del '900, a partire da quella di Edoardo Sanguineti, Poesia italiana del Novecento, Einaudi Editore, 1969, per arrivare a quella di Pier Vincenzo Mengaldo, Poeti italiani del novecento, edita da Mondadori nel 1978.
Nell'archivio sono conservate numerose opere terminate da Antonio Porta e ancora oggi inedite in volume: poesie, teatro, racconti, traduzione di poesie di Trakl e molti altri materiali che sono costantemente rese disponibili agli studiosi.

## Opere
- Calendario, Schwarz, Milano, 1956, firmata come Leo Paolazzi
- La palpebra rovesciata, Azimuth, Milano, 1960
- I novissimi, Edizioni de il verri, Milano, 1961
- Zero, edizione numerata, in proprio, Milano, 1963
- Aprire, poesie, All'Insegna del Pesce d'Oro, Milano, 1964
- I rapporti, poesie, Feltrinelli Editore, Milano, 1966
- Partita, romanzo, Feltrinelli Editore, Milano, 1967
- Cara, poesie, Feltrinelli Editore, Milano, 1969
- Metropolis, poesie, Feltrinelli Editore, Milano, 1971.
- Week-end, poesie, Cooperativa Scrittori Editrice, Roma 1974
- La presa di potere di Ivan lo sciocco, teatro, Einaudi Editore, Torino, 1974
- Quanto ho da dirvi, raccolta di tutte le poesie dal 1958 al 1975, Feltrinelli Editore, Milano, 1977
- Il re del magazzino, romanzo, Arnoldo Mondadori Editore, Milano, 1978
- Pin Pidìn, poeti d'oggi per i bambini (con Giovanni Raboni), Feltrinelli Editore, Milano, 1978.
- Passi Passaggi, poesie, Arnoldo Mondadori Editore, Milano, 1980 (Premio " Val di Comino ", finalista Premio D'Annunzio)
- Se fosse tutto un tradimento, racconti, Guanda Editore, Milano, 1981
- L'aria della fine, poesie, Lunarionuovo, Catania, 1982 (Premio Gandovere - Franciacorta)
- Emilio, poemetto per bambini, Emme Edizioni, Milano, 1982
- La poesia che dice no, film per la TV (RAI, terza rete, regia di Gianni Jannelli) La Spezia, 1983
- Invasioni, poesie, Arnoldo Mondadori Editore, Milano, 1984 (Premio Viareggio,[1] Premio Città di Latina)
- Nel fare poesia, antologia accompagnata da scritti di metodo sul proprio lavoro, Sansoni, Firenze, 1985
- La stangata persiana, teatro, Corpo 10, Milano, 1985
- La festa del cavallo, teatro, Corpo 10, Milano, 1986
- Melusina, una ballata e diario, Crocetti Editore, Milano, 1987
- Il giardiniere contro il becchino, Arnoldo Mondadori Editore, Milano, 1988 (Premio Carducci, Premio Acireale, Premio Stefanile)
- Partorire in chiesa, racconto, Libri Scheiwiller, Milano, 1990
- La mia versione del canto V dell'inferno dantesco, a cura di Daniele Oppi, Raccolto Ed., cascina del Guado, 1991. Con una litoserigrafia di Gianfranco Baruchello - 230 copie numerate e firmate
- Il Progetto Infinito, a cura di Giovanni Raboni, Quaderni Pier Paolo Pasolini, Roma, 1991 (distribuito da Garzanti)
- Los(t) angeles, romanzo inedito, Vallecchi Editore, Firenze, 1996
- Poesie 1956-1988 a cura di Niva Lorenzini, Oscar Mondadori, Milano, 1998
- Emilio, poemetto per tutti, nuovo testo scritto a partire dalle illustrazioni di Altan, Nuages Edizioni, Milano, 2002
- Yellow, poesie inedite, a cura di Niva Lorenzini, Mondadori, Milano, 2002
- Lo specchio della seduzione. L'arte della pubblicità, raccolta degli scritti sulla pubblicità e tre sceneggiature pubblicitarie, organizzato da Rosemary Liedl Porta, Lupetti, Milano, 2003
- Il re del magazzino. Romanzo, introduzione di Stefano Verdino, Genova, Edizioni San Marco dei Giustiniani, 2003
- L'aria della fine. Brevi lettere 1976, 1978, 1980, 1981, prefazione di Niva Lorenzini, Genova, Edizioni San Marco dei Giustiniani, 2004
- Tutte le poesie (1956-1989), a cura di Niva Lorenzini, Garzanti, Milano, 2009
- La scomparsa del corpo, tutti i racconti, Manni Editori, Lecce, 2010
- Piercing the Page: Selected Poems 1958-1989, Edited with an introduction by Gian Maria Annovi and an essay by Umberto Eco, Otis - Seismicity, Los Angeles, 2012
- Poesie in forma di cosa, poesie visive di Leo Paolazzi/Antonio Porta, a cura di Rosemary Liedl P. con un testo di Mario Bertoni, Edizioni del Foglio Clandestino, Sesto San Giovanni, 2012
- Abbiamo da tirar fuori la vita. Scritti per "Sette" e per il "Corriere della Sera" (1988-1989), a cura di Daniele Bernardi, Edizioni Cenobio, Lugano 2013
- Perché tu mi dici: poeta? (per un teatro di poesia), a cura di Carmelo Pistillo, Antonio Porta e Fabio Jermini, La Vita Felice, Milano, 2015
- Una poesia, con un frammento di cartografia di Veronica Azzinari, Officina del giorno dopo, Monte Sant’Angelo, 2020.